# 连城镇 (固镇县)
连城镇，是中华人民共和国安徽省蚌埠市固镇县下辖的一个乡镇级行政单位。

## 行政区划
连城镇下辖以下地区：
连站社区、谷阳村、周徐村、城南村、强楼村、澥河村、孟城村、禹庙村、殷陆村和连城村。